# Presència catalana a l'Antàrtida
La primera presència catalana a l'Antàrtida està documentada a mitjan segle xx. Es remunta al 1952, quan el doctor Oriol Domènec i Llavallol, cirurgià otorrinolaringòleg exiliat a l'Argentina, formà part de l'expedició d'aquell país que fundà la base Teniente Cámara i, a partir del 1954, visqué 9 mesos a l'Antàrtida.
Estant a la base argentina Teniente Cámara de l'illa Half Moon se'ls va demanar si podien socórrer a un infermer expedicionari xilè que patia gangrena i que estava a la base Arturo Prat a l'illa Greenwich. Quatre membres de l'expedició argentina, inclòs Domènec, van arriscar la seva vida travessant el mar glaçat amb trineus de gossos fins a la base xilena de l'illa de Greenwich. Durant la seva estada a Greenwich, Domènec, afeccionat a l'escalada, va pujar al cim del Plymouth/Osorno (520 m) on plantà una senyera com ell mateix explica tot rectificant la versió publicada el 1954 al diari La Vanguardia segons era una bandera espanyola.
L'any 1959 el meteoròleg Joan Pardo i Gil participa en l'Any Polar Internacional proposat per l'Organització Meteorològica Mundial en qualitat d'observador meteorològic i cuiner en una base xilena de l'Antàrtida.
Entre gener de 1961 i febrer de 1962 el Dr. Manuel Puigcerver i Zanón, meteoròleg i professor de la Universitat de Barcelona (1967-87) va dirigir una expedició científica xilena a la base González Videla situada a la península Antàrtica.
El 1966, el professor Antoni Ballester i Nolla, químic oceanògraf, va ser convidat per "l'Institut Royal des Sciences Naturelles" de Bèlgica a participar en una expedició antàrtica a bord del vaixell Magga-Dan acompanyat pel biòleg Josep Maria Sanfeliu Lozano. En aquest viatge Ballester posà en marxa l'autoanalitzador, el seu sistema per a analitzar i enregistrar de manera contínua les dades referents a la composició química, temperatura i salinitat de les aigües marines utilitzant sensors remots. Posteriorment aquests sensors es farien servir a tots els vaixells oceanogràfics del món.
El 1972 l'enginyer, periodista i divulgador científic Pedro Mateu Sancho és convidat al viatge de turisme científic organitzat per l'empresa nord-americana Lindblad Explorer Inc. Durant un mes (gener 1972) el vaixell Lindblad Explorer sortí de Ciutat del Cap, va visitar diferents illes antàrtiques fins a arribar a la Patagònia.

## La primera base i presència regular
El 1984 el professor Ballester va ser convidat per la Dirección Nacional del Antártico del govern argentí i pogué incorporar dues persones més del llavors Instituto de Investigaciones Pesqueras de Barcelona, les doctores Josefina Castellví i Piulachs, i Marta Estrada i Miyares. L'expedició oceanogràfica argentina Antartic-85 salpà amb el vaixell trencaglaç Almirante Irízar a fi d'estudiar el Mar antàrtic (gener-febrer de 1985).

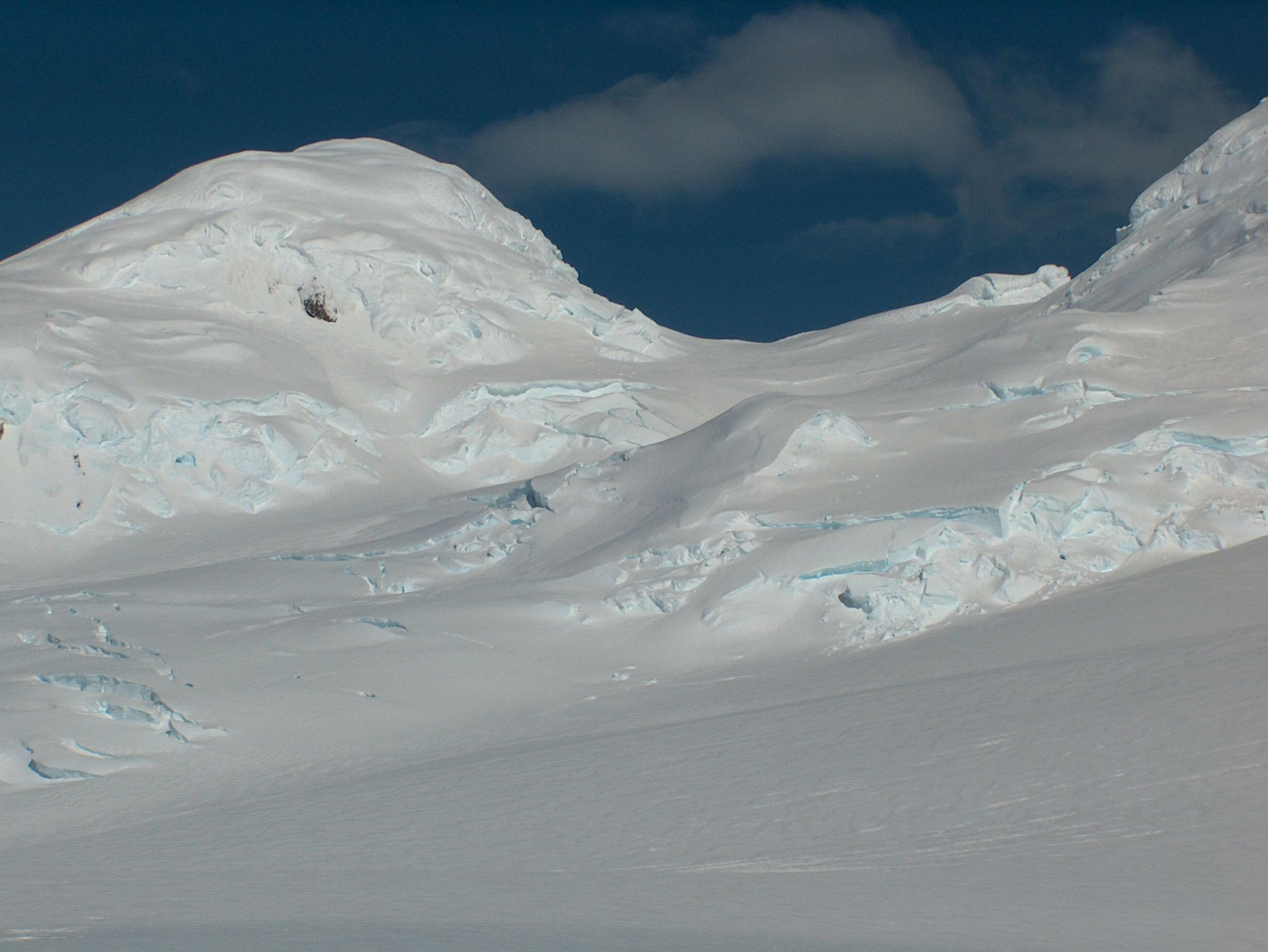
La Collada Catalana, a l'illa Livingston

El 1986 Ballester aconsegueix el suport del professor Rakusa-Suszcsewski, membre de l'Acadèmia de Ciències de Polònia i cap del programa antàrtic polonès, per a preparar la campanya de 1986-87. Juntament amb Ballester, els doctors Joan Rovira i Lledós i Agustí Julià i Brugués s'embarcaren en el vaixell oceanogràfic polonès Profesor Siedlecki. La Dra. Josefina Castellví i Piulachs s'hi incorporà al desembre quan el trencaglaç Koral arribà a la base polonesa Henryk Arctowski on era l'expedició. En aquesta ocasió, i en el marc de l'expedició BIOMAS III, navegaren amb el trencaglaç Koral i s'estigueren a la base polonesa (a l'illa del Rei Jordi). Durant les converses d'aquella expedició Rakusa acordà amb Ballester visitar les Shetland del Sud a fi de veure si es podia trobar un emplaçament per a una futura base. Després d'una recerca a consciència, Ballester i el seu equip es decantaren per l'illa Livingston. Tal com explica Castellví, la tarda del 27 de desembre de 1986 el Koral va fondejar a la badia Sud de l'Illa Livingston i amb el material d'acampada (una tenda de campanya, sacs de dormir, un fogó càmping gas i alguns aliments) prestat pels polonesos, Rakusa-Suszcsewski, els quatre catalans i nou mariners polonesos de suport desembarcaren per a preparar l'estada dels catalans. Amb els mitjans precaris que portaven van escriure en un full de calendari que havia servit per a embolicar una altra cosa "Primer campament Antàrtic CSIC" (en català segons es llegeix en la foto del llibre de Castellví) i el van posar a l'entrada de la tenda de campanya.
Gràcies a aquest pas, l'entusiasme i insistència del professor Ballester i aprofitant el rumor d'una possible partició territorial de l'Antàrtida el 1989, el govern espanyol va acabar acceptant el finançament i operació d'una base fixa, comprant l'habitacle a una empresa finlandesa i el laboratori a Barcelona. La campanya 1987-88 va veure el transport i instal·lació de tot el material i expedicionaris a bord del vaixell Garnulzewski gràcies un cop més als contactes del professor Ballester i la col·laboració dels científics polonesos. En aquesta expedició hi havia un equip tècnic format per Jaime Ribes Lorda (Tinent Coronel d'Enginyers), Elías Meana Díaz (Capità de vaixell format a la Facultat de Nàutica de Barcelona), Félix Moreno y Roldán Sanz, i un altre de científic format pels catalans Antoni Ballester, Josefina Castellví, Joan Rovira, Joan Comes i Mario Manríquez Landoff.

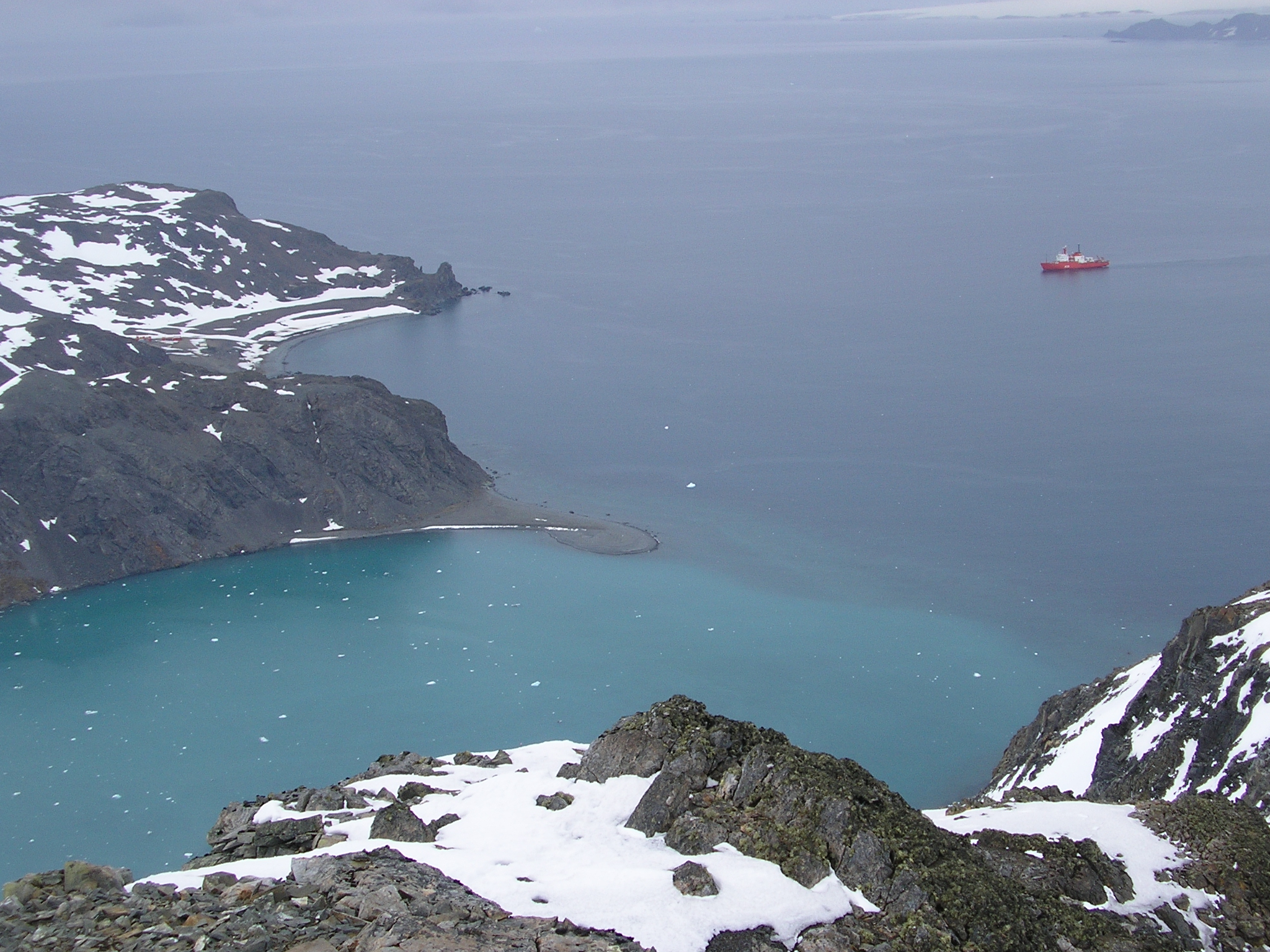
Johnsons Dock i Ballester point. Al darrere, Pepita beach i la Base Juan Carlos I

Els expedicionaris polonesos van aixecar la topografia de la zona i van batejar amb els noms de Ballester point la punta al nord-est de la base que tanca el Johnsons dock i Pepita beach a la platja just davant la base on va desembarcar l'expedició. Uns anys més tard, l'any 1989, quan Espanya va fer la seva cartografia, només es va conservar el nom de la muntanya Reina Sofia (275 m) i de la punta Polonesa (Polish bluff). Avui però la toponímia reconeix un Castellví peak (350 m) uns 4 km al sud de la base espanyola i la punta Ballester. El Dr. Antoni Ballester va explicar en vàries ocasions que els enviats de l'exèrcit espanyol arribats a l'illa Livingstone per a donar suport logístic a la base li van prohibir de col·locar-hi una bandera catalana.
Instal·lada la base, la qual acabà rebent el nom oficial de "Base Antártica Juan Carlos I", la presència catalana esdevingué regular atès que sempre ha estat gestionada des de Barcelona i campanya rere campanya molts dels expedicionaris treballen a l'Institut de Ciències del Mar (CSIC) de Barcelona. El comandament de la base es donà al professor Ballester, passant posteriorment a la Dra. Castellví, qui en fou la directora des de 1989 fins a l'any 1993.

## Galeria
Fotografies del mòdul científic antàrtic "Prof. Antoni Ballester" portat a la base de l'illa Livingston a finals de la dècada de 1980. Decomissionat l'any 2013, per iniciativa de la Dra. Castellví es va repatriar el mòdul i s'exposa al CosmoCaixa de Barcelona -desembre 2014).

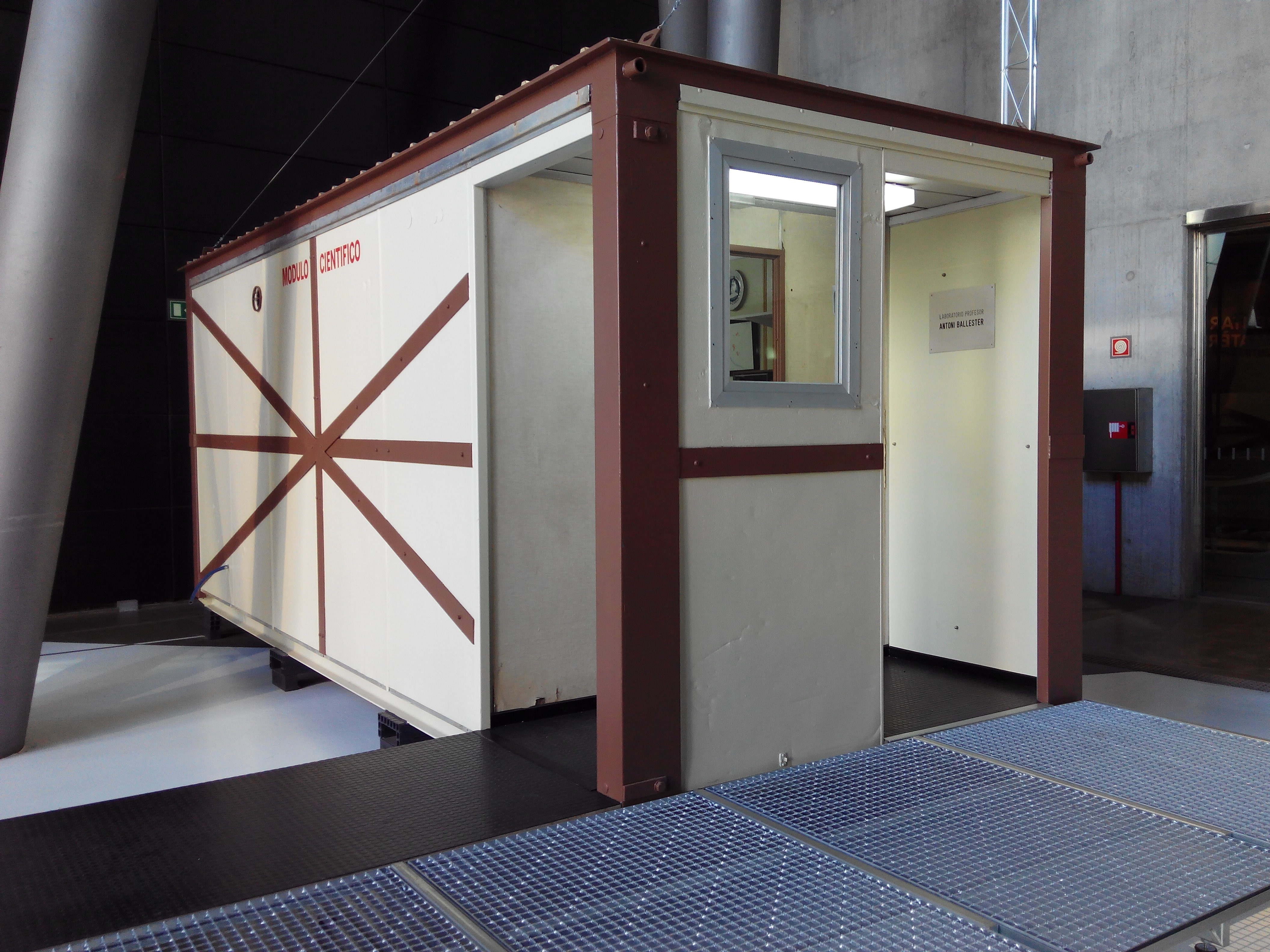
Exterior
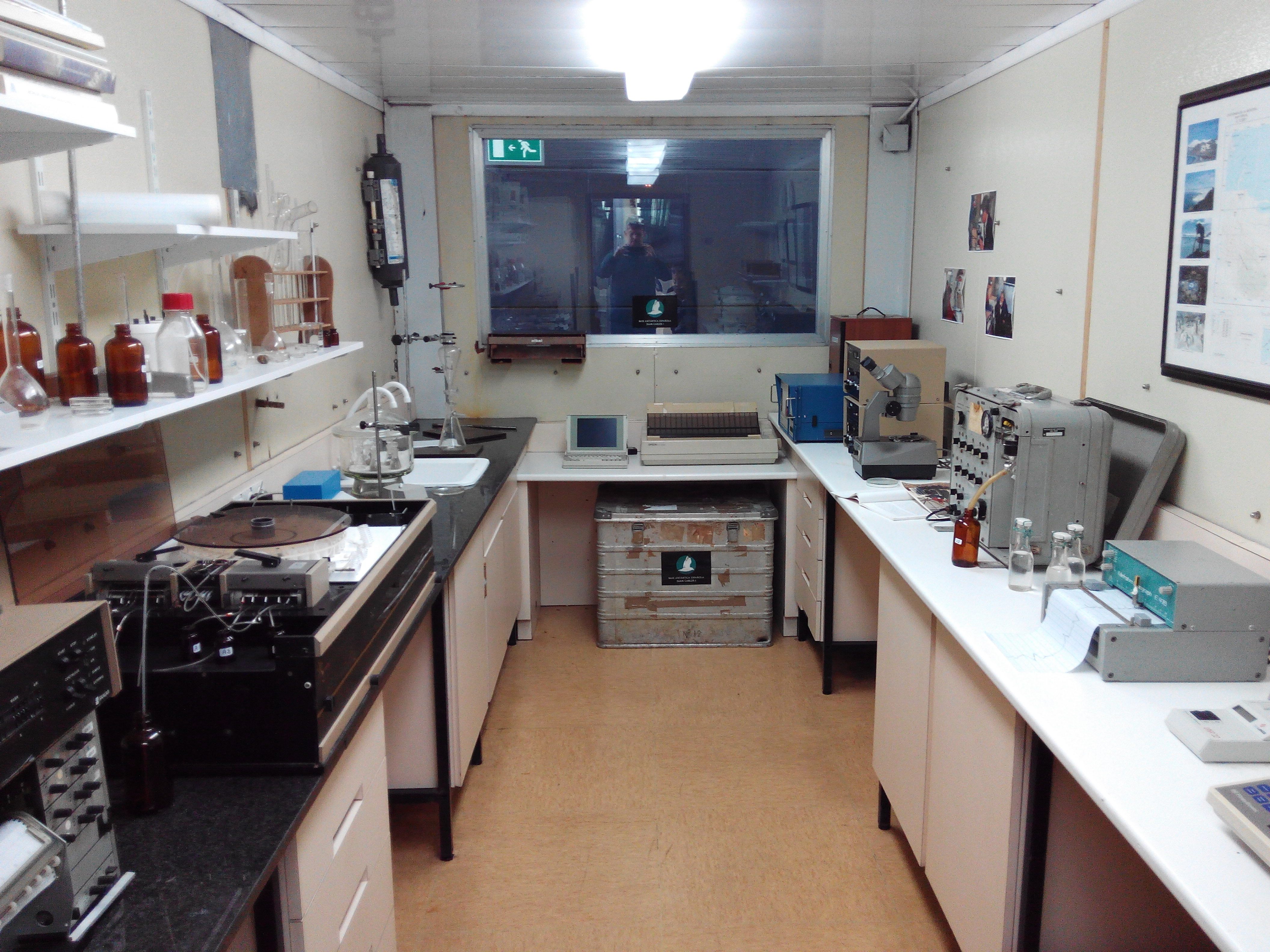
Interior
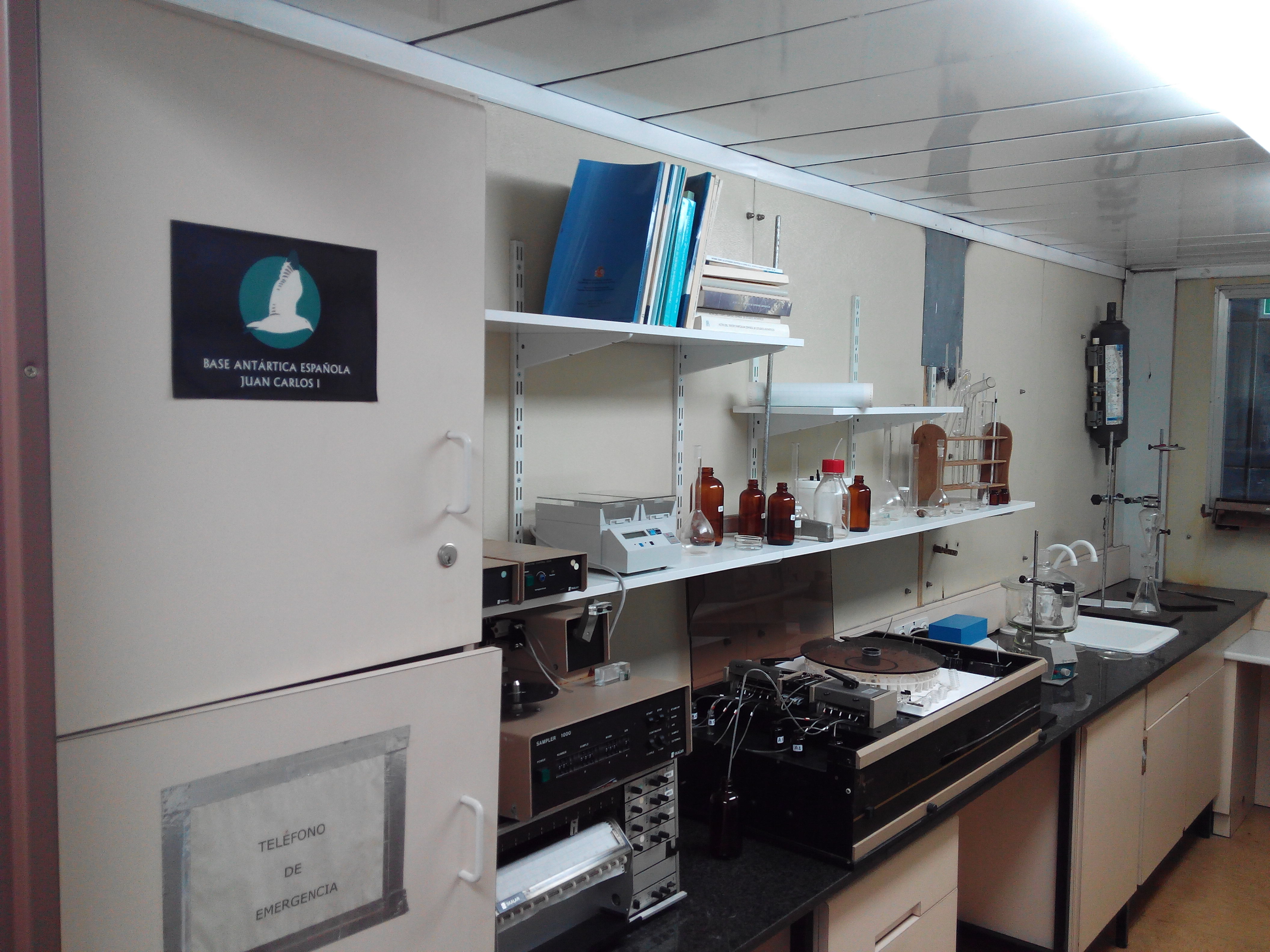
Costat esquerre
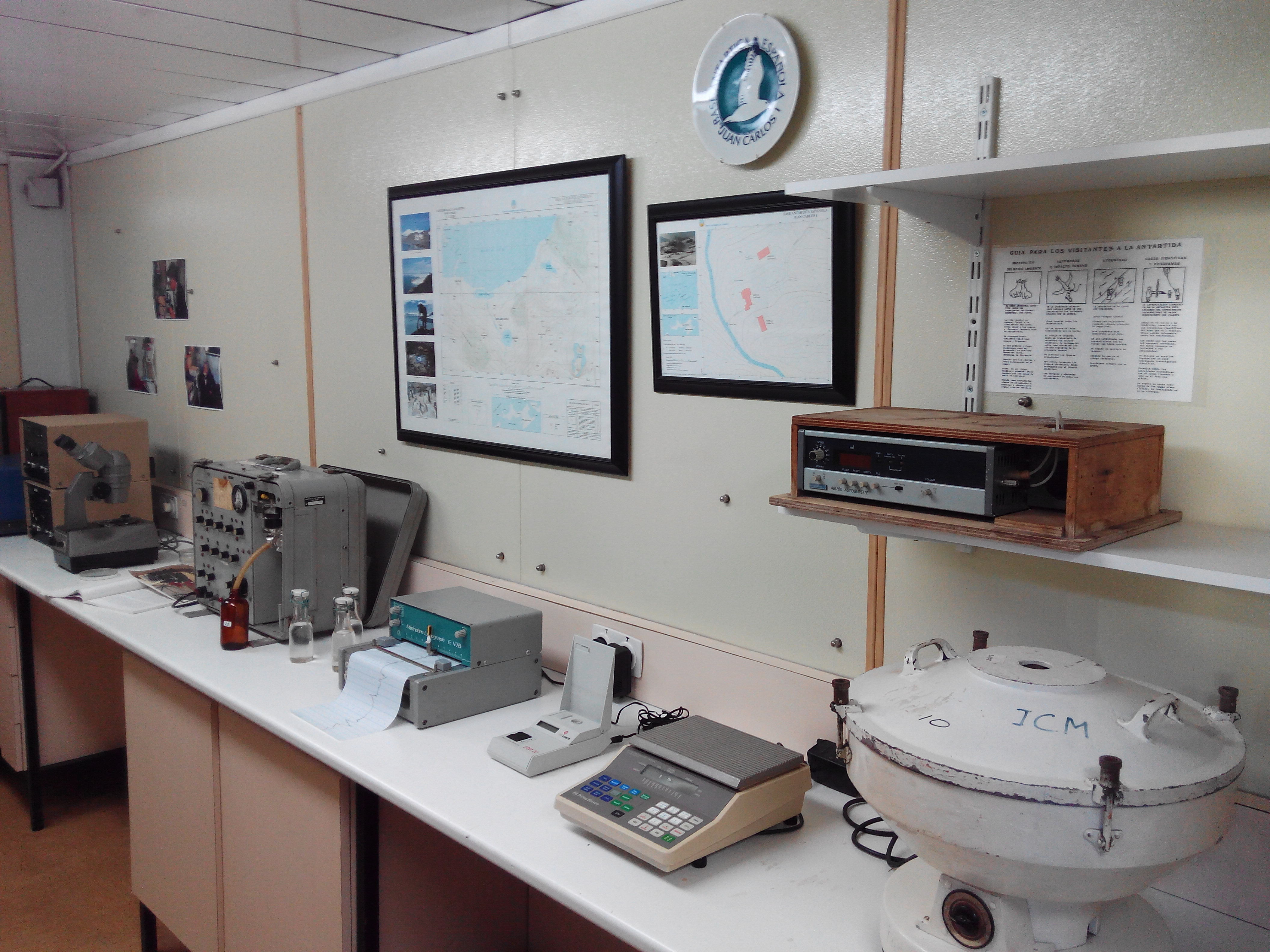
Costat dret